# Житие и страдания грешнаго Софрония
Житие и страдания грешнаго Софрония (по правопис от 1861: Житiе и страданiя грѣшнаго Софронiя) е автобиографичен разказ на българския възрожденски духовник и будител Софроний Врачански. Творбата е завършена към 1804 г. в Букурещ, Румъния, и е най-ранната автобиография, писана на български. За първи път е обнародвана от Георги Раковски през 1862 г. в седем поредни броя на вестник „Дунавски лебед“. Написана е на смес от говорим български и църковно-славянски (старобългарски). Повествованието обхваща събития от периода 1739 – 1804 г. и съдържа ценни свидетелства за живота в България и Османската империя по това време.